# Bahnhof Lubsko

Der Bahnhof Lubsko, bis Mai 1945: Sommerfeld, ist ein Bahnhof in der Stadt Lubsko in der heutigen Woiwodschaft Lebus, Polen. Er wurde 1846 von der Niederschlesisch-Märkischen Eisenbahn an der Strecke Berlin–Kohlfurt eröffnet. Der Bahnhof ist der älteste Bahnhof in der Woiwodschaft Lebus. Am 1. Mai 2011 fuhr der letzte Zug an diesem Bahnhof. Die Strecke Lubsko–Bieniów ist seit dem 2. Mai 2011 ohne Betrieb.

## Geschichte
Das erste Empfangsgebäude wurde am 1. September 1846 mit einer Wasserstation südlich der Gleise eröffnet. Dieser Bau musste schon bald nach Eröffnung erweitert werden. Mitte der 1920er Jahre wurde er durch einen Neubau in schlichterem Stil ersetzt. 1875 eröffnete die Niederschlesisch-Märkische Eisenbahn zur Verkürzung der Verbindung von Berlin nach Breslau eine direkte im Bahnhof Gassen östlich von Sommerfeld abzweigende Strecke nach Arnsdorf bei Liegnitz, womit Sommerfeld als Umsteigebahnhof an Bedeutung gewann. 1897 wurde die Strecke von Sommerfeld nach Teuplitz durch die Lausitzer Eisenbahn-Gesellschaft (LEG) in Betrieb genommen. 1914 ging die Strecke von Sommerfeld nach Crossen an der Oder vollständig in Betrieb.
Im Rangierbahnhof Sommerfeld wurden 1944 21 Durchgangs- und Nahgüterzüge im Eingang und 26 im Ausgang behandelt.
Bis 1945 war Sommerfeld ein von Schnellzügen bedienter wichtiger Zwischenbahnhof auf der Strecke von Berlin nach Breslau. Nach dem Zweiten Weltkrieg übernahmen die polnischen Staatsbahnen Polskie Koleje Państwowe (PKP) den Betrieb des Bahnhofs. Die Strecke der Niederschlesisch-Märkischen-Bahn zwischen Guben und Lubsko verlor ihre Funktion als Teil der Hauptverbindung zwischen Berlin und Schlesien sowohl im Personen- wie im Güterverkehr. Es fand kein planmäßiger Betrieb mehr statt, die Strecke wurde lediglich aus militärstrategischen Gründen weiterhin vorgehalten. Damit verlor auch der Bahnhof Lubsko erheblich an Bedeutung. Zwischen Lubsko und Gubinek, dem letzten Bahnhof vor der Grenzbrücke über die Lausitzer Neiße, gab es noch lokalen Verkehr.
Am 1. Mai 2011 fuhr der letzte Zug an diesem Bahnhof. Die Strecke Lubsko – Bieniów (Benau N./L) ist seit dem 2. Mai 2011 stillgelegt. Eine Bürgerinitiative kämpft um die Wiederherstellung der Strecke nach Benau.

## Zukunftsaussichten
Die Strecke soll nach einer geschlossenen Vereinbarung bis zum Jahre 2029 wieder in Betrieb genommen werden. Die auf einem rund 18 km langen Abschnitt neu gebaute Strecke ermöglicht eine Geschwindigkeit von 120 km/h.

## Bahnbetriebswerk Sommerfeld

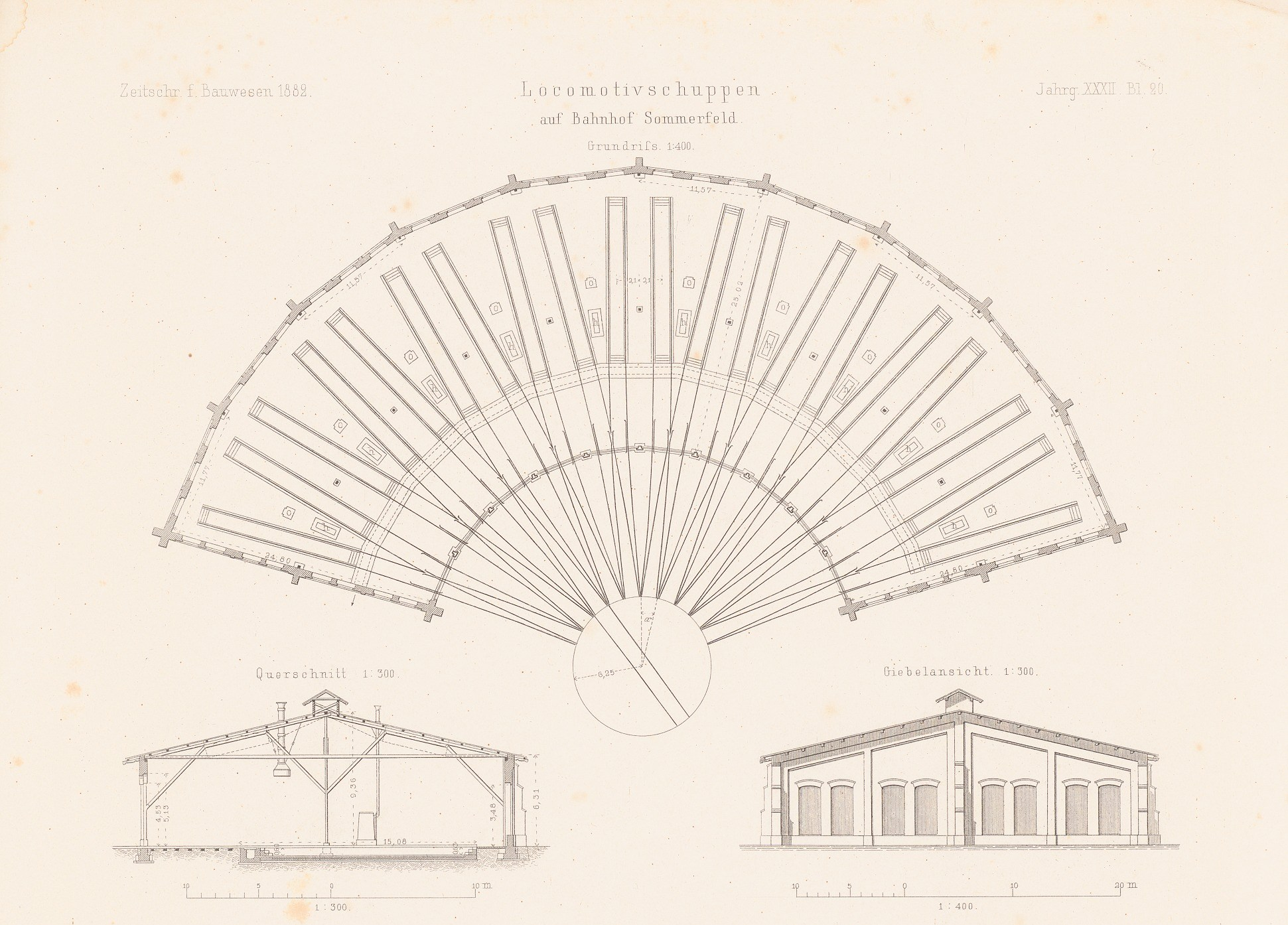
Grundriss des Lokschuppens Bw Sommerfeld, 1882

Das Bahnbetriebswerk Sommerfeld beheimatete in den 1930er Jahren unter anderem Lokomotiven der Baureihen 17.10 und 38.10–40, die Reisezüge zwischen Berlin und Breslau bespannten. Während der PKP-Zeit verkehrte hier unter anderem die PKP-Baureihe Ol49.
Im Lokschuppen hat die Firma CALESA sp z o.o. ihren Sitz, die Schaltschränke herstellt.